# Ambassade de France en république démocratique populaire du Yémen
L'ambassade de France au Yémen était la représentation diplomatique de la République française en république démocratique populaire du Yémen. Elle était située à Aden.

## L'ambassade
L'ambassade est située à Aden.

## Histoire
Une agence consulaire avait ouvert en 1857 à Aden, alors colonie britannique depuis 1839 sous le nom de protectorat d'Aden, et dépend des consulats de France en Inde. Son premier titulaire fut Henri Lambert. Celle-ci est transformée en 1872 en vice-consulat, que le quai d'Orsay confie en mars 1881 à des agents de carrière. Le vice-consulat de France à Aden est supprimé en avril 1903.
Le 30 novembre 1967, le Yémen du Sud déclare son indépendance. Un chargé d'affaires français est désigné pour représenter la France à Aden. La république démocratique populaire du Yémen est fondée en 1970.
Avant la réunification du Yémen celui-ci était alors divisé en deux états et la France disposait donc de deux ambassades distinctes : 
- celle qui occupait les locaux de l'actuelle ambassade à Sanaa constituait alors la représentation diplomatique auprès de république arabe du Yémen (Yémen du Nord),
- une ambassade auprès de la république démocratique populaire du Yémen (Yémen du Sud).

## Ambassadeurs de France au Yémen du Sud
| De                                         | A    | Ambassadeur       |
| ------------------------------------------ | ---- | ----------------- |
| République démocratique populaire du Yémen |      |                   |
| 1967                                       | 1975 | Georges Denizeau  |
| 1975                                       | 1977 | Henri Piot        |
| 1977                                       | 1979 | Maurice Courage   |
| 1979                                       | 1983 | Charles Jeantelot |
| 1983                                       | 1986 | Pierre Audebert   |
| 1986                                       | 1989 | Jacques Rouquette |

## Relations diplomatiques
La réunification est déclarée le 22 mai 1990, dès lors la France l'ancienne capitale sud-yéménite[réf. nécessaire]

## Sources
- Cet article est partiellement ou en totalité issu de l'article intitulé « Ambassade de France au Yémen » (voir la liste des auteurs).